# Haplozoon axiothellae
Haplozoon axiothellae — вид морських протистів родини Haplozoonidae відділу динофлагелят (Dinoflagellata).

## Поширення
Вид поширений на сході Тихого океану. Ектопаразит багатощетинкового черва Axiothella rubrocincta (Johnson, 1901). Живе у його кишечнику.

## Опис
Клітина має декілька ядер, що розділені мембранами, томі раніше вважалося, що це перехідна форма між одноклітинними і багатоклітинними. Джгутики відсутні.